# Myscelia calamis
Myscelia calamis är en fjärilsart som beskrevs av William Chapman Hewitson 1869. Myscelia calamis ingår i släktet Myscelia och familjen praktfjärilar. Inga underarter finns listade i Catalogue of Life.